# پایگاه هوایی پریلاکی
 پایگاه هوایی پریلاکی (به انگلیسی: Pryluky (air base)) یک فرودگاه نظامی است که یک باند فرود بتن دارد و طول باند آن ۳۰۰۰ متر است. این فرودگاه در شهر پریلوکی کشور اوکراین قرار دارد و در ارتفاع ۱۳۷ متری از سطح دریا واقع شده است.